# Zanclien
| Systeem Periode                          | Serie Tijdvak | Etage Tijdsnede | Ouderdom (Ma) |
| ---------------------------------------- | ------------- | --------------- | ------------- |
| Kwartair                                 | Pleistoceen   | Gelasien        | jonger        |
| Neogeen                                  | Plioceen      | Piacenzien      | 2,58–3,600    |
| Neogeen                                  | Plioceen      | Zanclien        | 3,600–5,333   |
| Neogeen                                  | Mioceen       | Messinien       | 5,333–7,246   |
| Neogeen                                  | Mioceen       | Tortonien       | 7,246–11,62   |
| Neogeen                                  | Mioceen       | Serravallien    | 11,62–13,82   |
| Neogeen                                  | Mioceen       | Langhien        | 13,82–15,97   |
| Neogeen                                  | Mioceen       | Burdigalien     | 15,97–20,44   |
| Neogeen                                  | Mioceen       | Aquitanien      | 20,44–23,03   |
| Paleogeen                                | Oligoceen     | Chattien        | ouder         |
| Indeling van het Neogeen volgens de ICS. |               |                 |               |

Het geologisch tijdperk Zanclien (Vlaanderen: Zancliaan) is in de geologische tijdschaal de vroegste tijdsnede (of onderste etage) in het Plioceen. Het Zanclien duurde van 5,332 tot 3,600 Ma, komt na/op het Miocene Messinien en wordt gevolgd door het Piacenzien.

## Naamgeving en definitie
Het Zanclien is genoemd naar Zancla, de oorspronkelijke naam voor de Italiaanse stad Messina. De naam werd in de literatuur ingevoerd door Giuseppe Seguenza in 1868. De golden spike voor het Zanclien ligt in de buurt van de oude Griekse stad Heraclea Minoa op Sicilië.
De basis van het Zanclien wordt gedefinieerd door het einde van magnetische chronozone C3r en het laatste voorkomen (uitsterven) van de kalkige nannoplankton-soort Triquetrorhabdulus rugosus en het eerste voorkomen van de kalkige nannoplankton Ceratolithus acutus. Deze grens vormt ook de basis van de biozone CN10b. De top (de basis van het Piacenzien) wordt gedefinieerd door het begin van de magnetische chronozone C2An (Gauss) en het uitsterven van de planktonische foraminiferen Globorotalia margaritae en Pulleniatina primalis.